# Dryopteris otomasui
Dryopteris otomasui är en träjonväxtart som beskrevs av Kurata. Dryopteris otomasui ingår i släktet Dryopteris och familjen Dryopteridaceae. Inga underarter finns listade.